# Eupithecia semivacua
Eupithecia semivacua là một loài bướm đêm trong họ Geometridae.